# 高麗楽
高麗楽（こまがく）は、中国大陸から伝来したもののうち、朝鮮半島を経由してきたもの、およびそのスタイルにならって日本で新作された雅楽の総称。当初は、新羅楽、百済楽などのように、細かく分かれていたが、後に高麗楽としてまとめられた。

## 概要
朝鮮半島の歌舞は、漢の武帝が朝鮮に植民地である漢四郡を設置した際に高句麗に「鼓・吹・伎人」を下賜したことにはじまる。
元封三年（紀元前108年）、漢の武帝が朝鮮を滅して漢四郡を設置した際、高句麗に鼓・吹などの楽器と楽人を下賜したこと、高句麗人が歌舞を楽しむ様子、宋代には高句麗の楽が百済楽とともに世に知られていたことなどが記されており、その後、高麗楽は、中国王朝の四方楽にも取り入れられ、日本にも伝来し、律令制下「高麗楽」として定着した。

## 歴史
「高麗楽」という言葉自体が登場するのは、『日本書紀』の天武天皇12年（683年）1月の以下である。
楽師の数は職員令17では4人、『令集解』に引用されている雅楽大属尾張浄足説では、儛師・散楽師・箜篌師各1名の合計3人で、大同4年（809年）3月の格では横笛師・箜篌師・莫目師・儛師の計4人からなる。この後、斉衡2年（855年）8月21日の太政官符では五節儛師をやめて、かわりに高麗鼓師を置いた。
『続日本紀』によると、天平3年（731年）6月に「雅楽寮の雑楽生の員を定む」とあり、これにより楽生の数が決められている。それによると、高麗楽は8人であるが、養老令では20人となっている。その内訳は嘉祥元年（848年）9月の格では横笛生4人、莫牟生2人、箜篌生3人、儛生6人、鼓生4人、弄槍生2人からなる。同年のうちにこのうち儛生2人を減らし、定員18人としている。また、天平15年（743年）7月13日の高麗楽人貢文には「高麗楽人合廿五人〈一人官人、二人師〉」と記されている。
天平13年（74年）7月、聖武天皇は恭仁の新宮で宴を開き、女楽と高麗楽とを演じさせている。これは山背国在住の高句麗系渡来人によるものと思われる。
平安時代には、百済楽・新羅楽などを統合し、左方の唐楽に対して、右方の高麗楽が形成されており、現在に伝わっている。嘉祥元年（848年）9月の格で百済楽・新羅楽の楽生が大幅に減らされているのとは異なり、高麗楽の楽生は減らされていないのは、左右の両部制の形成と関係のあるものだと考えられる。

## 演奏
高麗楽で使う楽器としては、高麗笛、篳篥、三鼓、鉦鼓、太鼓が使われる。高麗楽には、高麗壱越調、高麗平調、高麗双調の3種類の調が使われ、これらの調は唐楽に使われる壱越調、平調、双調より長2度（全音）高い。 高麗楽の拍子には、高麗四拍子、揚拍子、唐拍子の3種類がある。高麗楽は唐楽のように来を使わず、付点のリズムを持つのが特異である。高麗楽の曲は全て舞楽曲である。高麗楽の古楽譜は三五要録と仁智要録に記録されている。
かつては莫目という楽器も用いられたが、現在ではこの楽器は廃絶しており、さらに遺物も現存しない。